# Anthology 1
Anthology 1 je kompilacijski album angleške rock skupine The Beatles, izdan novembra 1995. Album je izšel kot prvi del trilogije Anthology (Antologija), ki poleg tega albuma vsebuje še Anthology 2 in Anthology 3. Istočasno je bila na britanski televiziji predvajana dokumentarna serija The Beatles Anthology. Album vsebuje skladbo »Free as a Bird«, ki je bila prva nova skladba Beatlesov, posneta v zadnjih 25 letih.

## Seznam skladb
Vse skladbe sta napisala John Lennon in Paul McCartney, razen kjer je posebej označeno.
| Disk 1 | Disk 1                                               | Disk 1                               | Disk 1  |
| Št.    | Naslov                                               | Pisec                                | Dolžina |
| ------ | ---------------------------------------------------- | ------------------------------------ | ------- |
| 1.     | „Free as a Bird‟                                     | Lennon, McCartney, Harrison, Starkey | 4:25    |
| 2.     | „We were four guys ... that's all‟                   | Lennon (govor)                       | 0:12    |
| 3.     | „That'll Be the Day‟                                 | Allison, Holly, Petty                | 2:08    |
| 4.     | „In Spite of All the Danger‟                         | McCartney, Harrison                  | 2:45    |
| 5.     | „Sometimes I'd borrow ... those still exist‟         | McCartney (govor)                    | 0:18    |
| 6.     | „Hallelujah, I Love Her So‟                          | Charles                              | 1:13    |
| 7.     | „You'll Be Mine‟                                     |                                      | 1:39    |
| 8.     | „Cayenne‟                                            | McCartney                            | 1:14    |
| 9.     | „First of all ... it didn't do a thing here‟         | McCartney (govor)                    | 0:07    |
| 10.    | „My Bonnie‟                                          | narodna, arr. Tony Sheridan          | 2:42    |
| 11.    | „Ain't She Sweet‟                                    | Ager, Yellen                         | 2:13    |
| 12.    | „Cry for a Shadow‟                                   | Lennon, Harrison                     | 2:22    |
| 13.    | „Brian was a beautiful guy ... he presented us well‟ | Lennon (govor)                       | 0:10    |
| 14.    | „I secured them ... a Beatle drink even then‟        | Brian Epstein (govor)                | 0:18    |
| 15.    | „Searchin'‟                                          | Leiber, Stoller                      | 3:00    |
| 16.    | „Three Cool Cats‟                                    | Leiber, Stoller                      | 2:25    |
| 17.    | „The Sheik of Araby‟                                 | Smith, Wheeler, Snyder               | 1:43    |
| 18.    | „Like Dreamers Do‟                                   |                                      | 2:36    |
| 19.    | „Hello Little Girl‟                                  |                                      | 1:40    |
| 20.    | „Well, the recording test ... by my artists‟         | Epstein (govor)                      | 0:32    |
| 21.    | „Bésame Mucho‟                                       | Velázquez, Skylar                    | 2:37    |
| 22.    | „Love Me Do‟                                         |                                      | 2:32    |
| 23.    | „How Do You Do It‟                                   | Murray                               | 1:57    |
| 24.    | „Please Please Me‟                                   |                                      | 1:59    |
| 25.    | „One After 909 (odlomek)‟                            |                                      | 2:23    |
| 26.    | „One After 909‟                                      |                                      | 2:56    |
| 27.    | „Lend Me Your Comb‟                                  | Twomey, Wise, Weisman                | 1:50    |
| 28.    | „I'll Get You‟                                       |                                      | 2:08    |
| 29.    | „We were performers ... in Britain‟                  | Lennon (govor)                       | 0:12    |
| 30.    | „I Saw Her Standing There‟                           |                                      | 2:49    |
| 31.    | „From Me to You‟                                     |                                      | 2:05    |
| 32.    | „Money (That's What I Want)‟                         | Gordy, Bradford                      | 2:52    |
| 33.    | „You Really Got a Hold on Me‟                        | Robinson                             | 2:58    |
| 34.    | „Roll Over Beethoven‟                                | Berry                                | 2:22    |

| Disk 2 | Disk 2                              | Disk 2                               | Disk 2  |
| Št.    | Naslov                              | Pisec                                | Dolžina |
| ------ | ----------------------------------- | ------------------------------------ | ------- |
| 1.     | „She Loves You‟                     |                                      | 2:50    |
| 2.     | „Till There Was You‟                | Willson                              | 2:54    |
| 3.     | „Twist and Shout‟                   | Russell, Medley                      | 3:05    |
| 4.     | „This Boy‟                          |                                      | 2:22    |
| 5.     | „I Want to Hold Your Hand‟          |                                      | 2:37    |
| 6.     | „Boys, what I was thinking...‟      | Eric Morecambe in Ernie Wise (govor) | 2:06    |
| 7.     | „Moonlight Bay‟                     | Madden, Wenrich                      | 0:50    |
| 8.     | „Can't Buy Me Love‟                 |                                      | 2:10    |
| 9.     | „All My Loving‟                     |                                      | 2:19    |
| 10.    | „You Can't Do That‟                 |                                      | 2:42    |
| 11.    | „And I Love Her‟                    |                                      | 1:52    |
| 12.    | „A Hard Day's Night‟                |                                      | 2:44    |
| 13.    | „I Wanna Be Your Man‟               |                                      | 1:48    |
| 14.    | „Long Tall Sally‟                   | Johnson, Penniman, Blackwell         | 1:45    |
| 15.    | „Boys‟                              | Dixon, Wes Farrell                   | 1:50    |
| 16.    | „Shout‟                             | Isley-Isley-Isley                    | 1:31    |
| 17.    | „I'll Be Back (2.)‟                 |                                      | 1:13    |
| 18.    | „I'll Be Back (3.)‟                 |                                      | 1:58    |
| 19.    | „You Know What to Do (demo)‟        | Harrison                             | 1:59    |
| 20.    | „No Reply (demo)‟                   |                                      | 1:46    |
| 21.    | „Mr. Moonlight (1. in 4.)‟          | Johnson                              | 2:47    |
| 22.    | „Leave My Kitten Alone (5.)‟        | John, Turner, McDougal               | 2:57    |
| 23.    | „No Reply (2.)‟                     |                                      | 2:29    |
| 24.    | „Eight Days a Week (odlomek)‟       |                                      | 1:25    |
| 25.    | „Eight Days a Week‟                 |                                      | 2:48    |
| 26.    | „Kansas City/Hey-Hey-Hey-Hey! (2.)‟ | Leiber, Stoller/Penniman             | 2:44    |

## Zasedba
The Beatles
- John Lennon – vokal, kitara
- Paul McCartney – vokal, bas kitara
- George Harrison – vokal, kitara
- Ringo Starr – bobni, tolkala, vokal